# Раймонд Капуанский
Раймонд Капуанский, Раймондо делла Винья (итал. Raimondo da Capua, итал. Raimondo della Vigna; ок. 1330 года, Капуя — 5 октября 1399, Нюрнберг) — католический блаженный, генеральный магистр ордена проповедников (доминиканцы). Сподвижник и духовный наставник святой Екатерины Сиенской.

## Биография

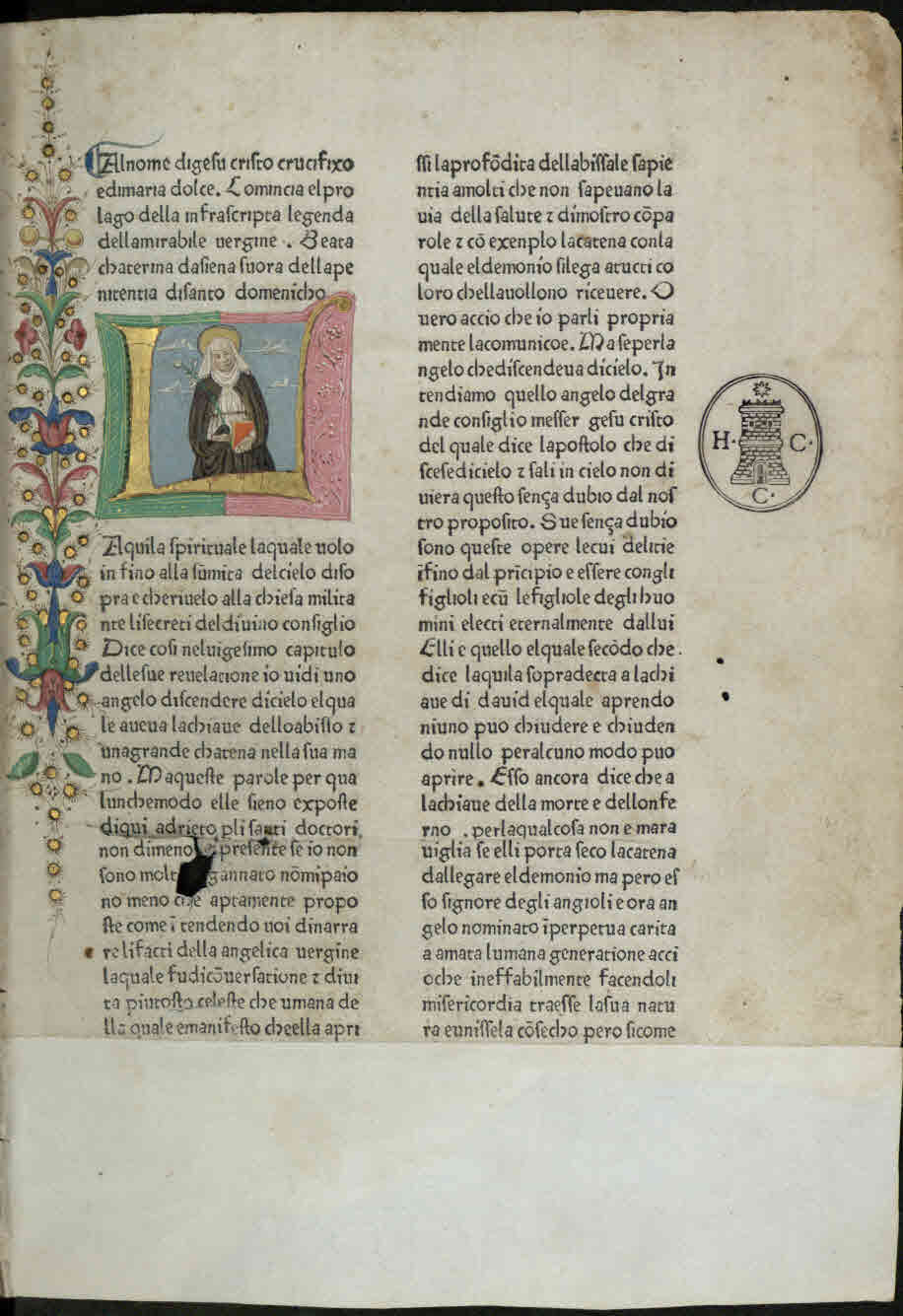
Legenda maior sanctae Catharinae Senensis, 1477

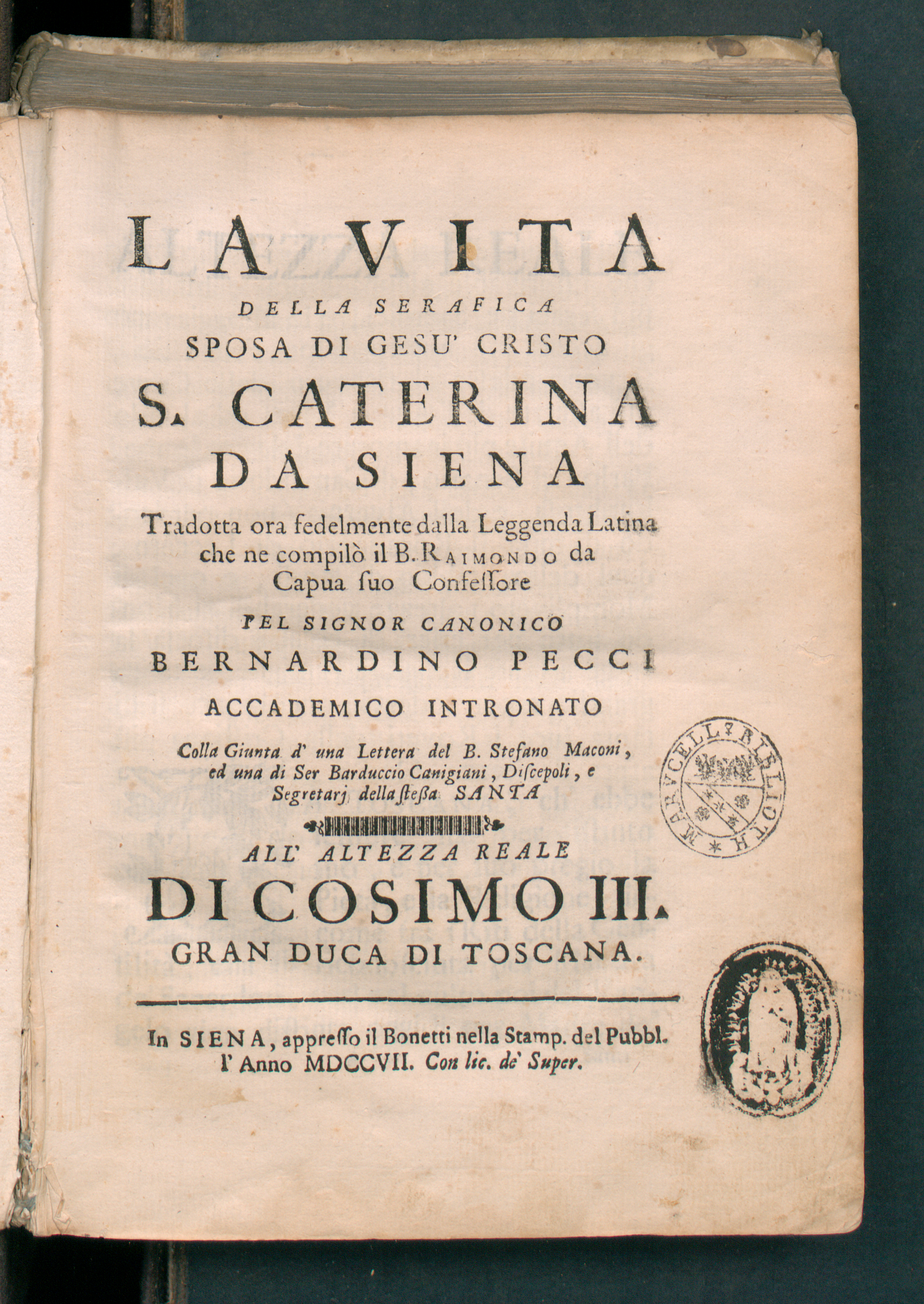
La vita di Santa Caterina da Siena (Legenda maior), 1707

Раймондо делла Винья родился около 1330 года в Капуе (Королевство Неаполь) в знатной семье. Его предком был дипломат Пьетро делла Винья, упомянутый Данте в Божественной комедии. Учился в Болонском университете на юриста, в 1350 году, ещё будучи студентом, вступил в доминиканский орден.
После окончания университета служил священником в женском доминиканском монастыре в Монтепульчано. В этот период он написал биографию почитаемой и впоследствии канонизированной бывшей настоятельницы монастыря Агнессы из Монтепульчано. Позднее переехал в Рим, где служил в принадлежащей доминиканцам церкви Санта-Мария-сопра-Минерва. Затем был послан орденом в Сиену, где стал духовником и советником святой Екатерины Сиенской. Во время эпидемии чумы 1374 года самоотверженно ухаживал за заболевшими, заразился сам, но чудом сумел выжить.
Раймонд поддерживал Екатерину Сиенскую в её призывах к папе Григорию XI покончить с авиньонским пленением и возвратиться в Рим, которые, в конце концов, увенчались успехом. Также поддерживал идею крестового похода против турок. В 1378 году находился в Риме во время конклава, избравшего  Урбана VI. Информировал Екатерину Сиенскую, находившуюся в Сиене, о ходе конклава и последовавших событиях, которые привели к началу Великого западного раскола. В борьбе Урбана VI с антипапой Климентом VII поддерживал Урбана, несмотря на его крайне низкую популярность в народе и церковных кругах.
В 1379 году получил докторскую степень по теологии. В 1380 году произошло два значимых события в жизни Раймонда Капуанского — смерть его духовной дочери Екатерины Сиенской, которую он тяжело переживал, и его избрание Генеральным магистром доминиканцев. Раймонд стал двадцать третьим по счёту главой Ордена проповедников, который, как и вся Католическая церковь, пребывал в конце XIV века в состоянии глубокого кризиса.
Раймонд Капуанский принялся за энергичные реформы в ордене. Реформы были направлены на усиление дисциплины, строгое соблюдение устава св. Доминика во всех общинах и придание нового звучания доминиканской духовности, в духе святой Екатерины Сиенской. Активная деятельность Раймонда Капуанского принесла быстрый результат, в ордене восстановился порядок, число его членов увеличилось. За это Раймонда стали называть «вторым основателем» ордена доминиканцев. Также много времени посвятил попыткам способствовать прекращению церковного раскола, однако, в отличие от успешных орденских реформ, на этом поприще успехов не добился.
В 1395 году закончил подробное жизнеописание своей сподвижницы Екатерины Сиенской, которое во многом легло в основу её жития и способствовало её последующей канонизации. Умер 5 октября 1399 года в Нюрнберге во время поездки по доминиканским монастырям Германии. Его тело впоследствии было перевезено в Неаполь и захоронено в церкви Сан-Доменико-Маджоре.

## Почитание
Имя Раймонда Капуанского было широко почитаемо в доминиканском ордене и вне его, его могила в Неаполе также была почитаема; однако официально он был причислен к лику блаженных лишь 15 мая 1899 года папой Львом XIII. День памяти в Католической церкви — 5 октября. Сохранилась большая часть его обширной переписки с Екатериной Сиенской, имеющая большое историческое значение.